# Åsa Rausing-Roos
Åsa Maria Rausing-Roos, född 27 april 1934, är en svensk bibliotekarie och författare.
Rausing-Roos har en fil. kand. från Lunds universitet. Efter tjänstgöring vid Universitetsbiblioteket i Lund studerade hon vid Statens biblioteksskola i Stockholm. Därefter anställd vid Helsingborgs stadsbibliotek med ansvar för fjärrlåneverksamheten under omkring 30 år.
Hon är författare till flera böcker, varav den senaste en biografi om konstnären Maja Sjöström.
Hennes far var advokaten Cecil Rausing och hennes farbror Ruben Rausing. Hon gifte sig 1963 med arkeologen Paavo Roos.